# Chim Chim Cher-ee
Pour les articles homonymes, voir Cheminée (homonymie).
Clip vidéo
[vidéo] « Mary Poppins - Chem cheminée (1964) », sur YouTube
Chim Chim Cher-ee ou Chim Chim Chimney (Chem chem cheminée, en anglais) est une célèbre musique de film, écrite et composée par les frères Sherman, pour le film musical américain Mary Poppins, de Robert Stevenson de Walt Disney Pictures de 1964 (adapté du roman Mary Poppins (roman) de Pamela L. Travers de 1934). Elle remporte l'Oscar de la meilleure chanson originale 1965.

## Historique

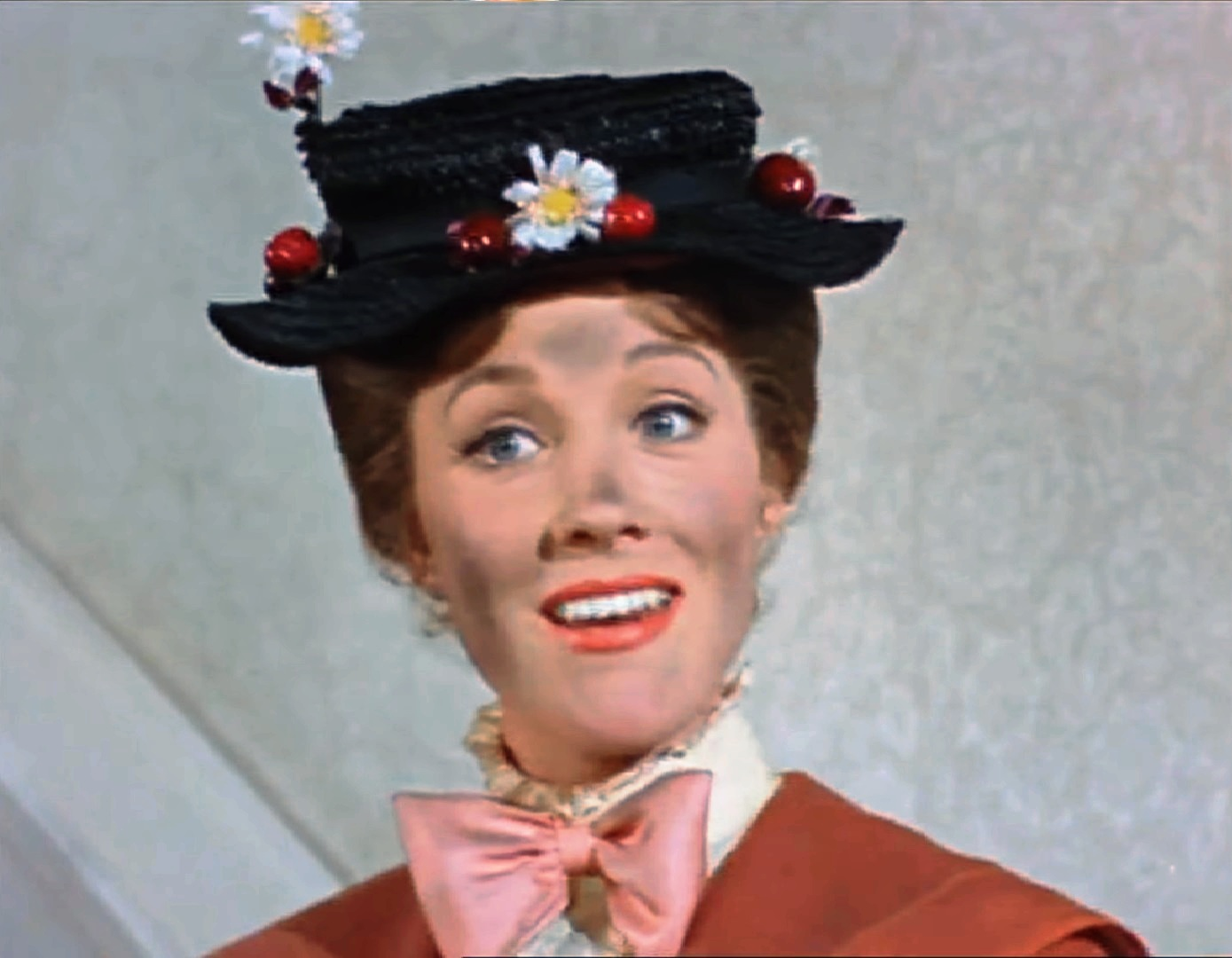
Mary Poppins (Julie Andrews)

Cette chanson est chantée à plusieurs reprises dans le film avec différentes paroles par les personnages Bert , Mary Poppins, et par les enfants Jane et Michael Banks (avec entre autres Nourrir les p'tits oiseaux, ou Supercalifragilisticexpialidocious...). Elle est inspirée aux frères Sherman par le dessin d'un ramoneur de Don DaGradi (lauréat de l'Oscar du meilleur scénario original pour ce film) et par la tradition superstitieuse britannique selon laquelle serrer la main d'un ramoneur porte chance. La musique serait inspirée entre autres de la chanson folklorique russe Tumbalalaika.

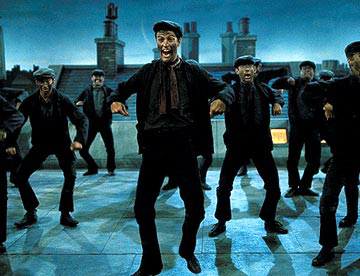
Bert en ramoneur sur les toits de Londres (Dick Van Dyke)

Elle est reprise avec succès en version jazz par de nombreux artistes, dont Duke Ellington (et son orchestre big band jazz 1964), John Coltrane (au saxophone pour son album The John Coltrane Quartet Plays 1965), Louis Armstrong (1968), Bing Crosby (1968)... ainsi que par la comédie musicale américano-britannique Mary Poppins (comédie musicale) de 2004...

## Cinéma et théâtre
- 1964 : Mary Poppins, de Robert Stevenson de Walt Disney Pictures (musique du film)
- 2004 : Mary Poppins (comédie musicale), de Walt Disney Theatrical Productions